# Peixão
Álvaro Malaquias Santa Rosa, conhecido pelo pseudônimo Peixão (Rio de Janeiro, 14 de março de 1986), é um criminoso brasileiro pertencente à organização criminosa Terceiro Comando Puro. Com atuação nas favelas do Complexo de Israel (Vigário Geral, Cidade Alta e Parada de Lucas), na cidade do Rio de Janeiro, Peixão tornou-se notável por impor na região sob seu domínio uma forma de fundamentalismo evangélico, o que acarretou a perseguição generalizada e expulsão de praticantes de religiões afro-brasileiras nessas áreas. Há, do mesmo modo, relatos de que o traficante tenha impedido o culto católico nas comunidades, o que, no entanto, não parece ocorrer sistematicamente.

## Crime e religião
A atuação de Peixão insere-se no fenômeno conhecido como narcopentecostalismo, isto é, a simbiose entre os chefes do tráfico e os líderes religiosos evangélicos.